# 墨西哥月桂
墨西哥月桂是樟科木姜子屬的一個物種，為常綠樹或灌木，高約3至6公尺，原生於北美洲南部，大部分生長在墨西哥境內。